# 猿田彥

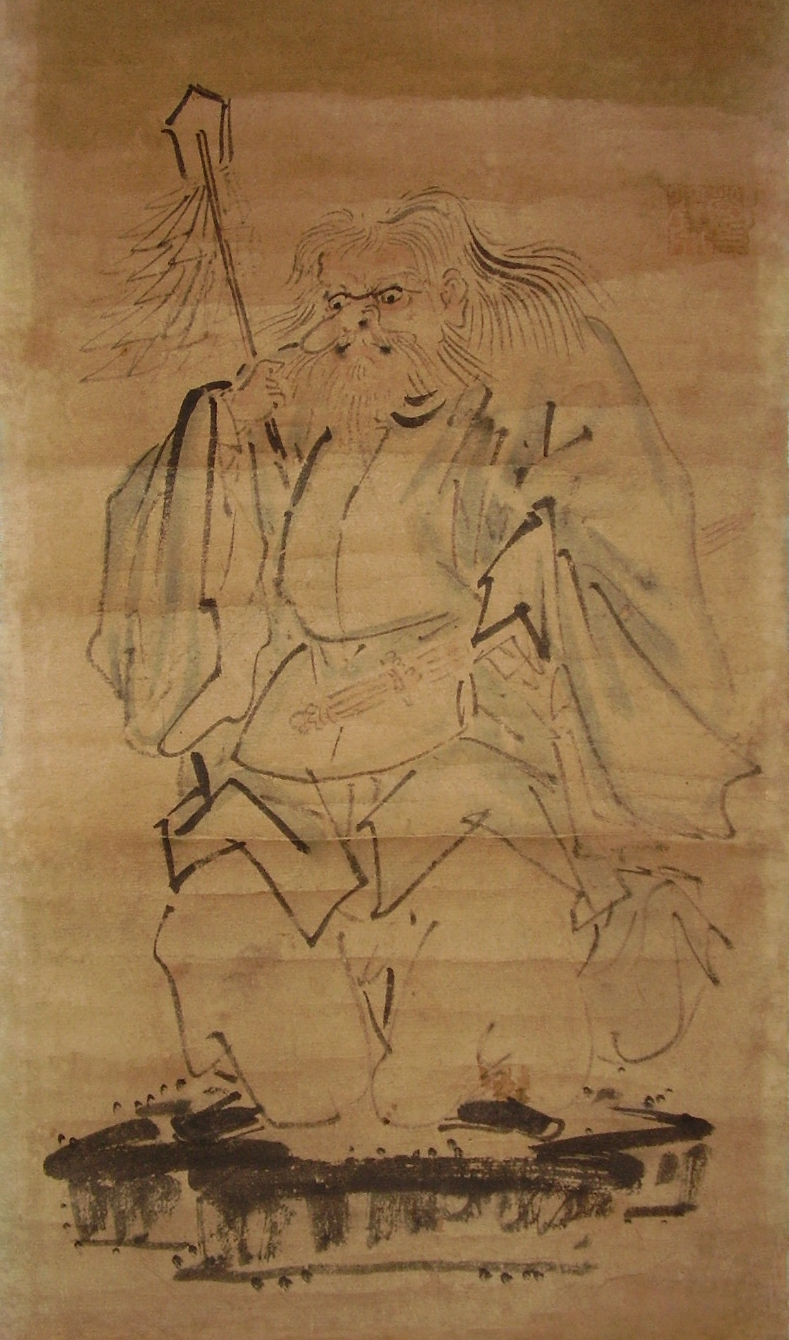
猿田彥

猿田彥（さる-た-ひこ）為日本神話裡出現、指引天津彥彥火瓊瓊杵尊降臨葦原中國的國神。

## 名稱
《日本書紀》記作猿田（大）神，《古事記》則記作猿田毘古神、猿田毘古大神、猿田毘古之男神。 其中毘古、彥都是的汉字表示，是對男子的美稱，與對女子的美稱相對
「毘古」是直接取漢語中古音來擬音；「毘」是「毗」的異體字，中古音為/b(ʰ)i/，考慮到ハ行的發音演變，還有古事記成書於奈良時代初期，所以用「毘」來拼寫奈良時代的/ɸi/甚至是更早的/pi/是很合理的；「古」的中古音則為/ko/或/ku(o)/，所以用「古」來拼寫 /ko/ 也很合理；「彥」則是取文言文「才德出眾者」的意思來義訓。

## 概要
在「天孫降臨」的故事中，天照大神之孫天津彥彥火瓊瓊杵尊由天降臨葦原中國之際，天照大神命天兒屋命、布刀玉命、天鈿女命、伊斯許理度賣命、玉祖命等五位神祇陪伴在側。可是途中有個鼻長七咫、背高七尺餘、嘴巴和屁股閃著光芒、眼睛如八咫鏡赩然似赤酸醬、紅臉的怪異人物擋在天八達之衢道上，天鈿女命上前裸露胸部、大笑著問對方的來歷。對方回答乃名喚猿田彥，前來接引天孫到日向高千穗。而猿田彥和天鈿女命則抵前者之故鄉伊勢五十鈴川上，故天津彥彥火瓊瓊杵尊賜名猿女君；但另有一說天鈿女命後來嫁給了猿田彥，故得名「猿女君」。
後來猿田彥在伊勢阿邪訶（今三重縣松阪市）的海邊捕魚時，遭比良夫貝（ひらふがい）夾到手而溺水身亡。當他的屍體沉入海底時出現了「底度久御魂」（底どく，著底之意），他吐出的氣息在海中化作泡沫時出現了「都夫立御魂」（つぶ立，泡沫向上浮之意），泡沫爆開時則化作「末佐久御魂」（沫咲く，破沫裂開之意），共產生了三位神祇。
另外神道五部書之一的《倭姬命世記》記載，倭姬命在諸國巡遊找尋適合祭祀天照大神的地點時，猿田彥的子孫大田命（おおたのみこと）引領她並獻上五十鈴川上游一帶的土地。後來大田命的子孫咸以「宇治土公」（うじのつちぎみ）稱呼，且代代在伊勢神宮擔任「玉串大内人」（たまくしおおうちんど）的特殊職務。

## 解說
當猿田彥站在天八達之衢擋道時，天鈿女命袒胸露乳、裳帶垂至肚臍下方，一般認為具有性的意涵。雖然神話故事並未提及，但日本民間普遍認為後來兩人通婚。以「鼻長七咫、背長七尺」的記載來看，算是天狗的原型。甚至猿田彥在伊勢被當作「照射天地的神」，在天照大神之前被當地信徒視作太陽神膜拜。
因接引天津彥彥火瓊瓊杵尊有功，猿田彥屬於道祖神，保佑旅人、道路的平安，三重縣伊勢市的猿田彥神社、鈴鹿市的椿大神社等有名的神社即主祀猿田彥神，而且這種主祀道祖神的神社通常會連同天鈿女命神一起祭拜。此外在日本的祭典活動中，通常有一名戴著天狗面具的前導者走在神輿前方，其作用類似臺灣慶典禮裡的報馬仔。
常陸國（今茨城縣）居住著猿田氏，據說也是猿田彥的後裔。日本漫畫家手塚治虫的《火鳥》系列作品中，也出現名為「猿田」或「猿田彥」的幾個角色，具有長鼻子等同樣的特徵。

## 信仰
在日本主祭猿田彥神的神社計有下述：
1. 猿田彥神社（三重縣伊勢市）
2. 椿大神社（三重縣鈴鹿市）
3. 都波岐神社、奈加等神社（三重縣鈴鹿市）
4. 猿田彥神社（愛知縣犬山市）

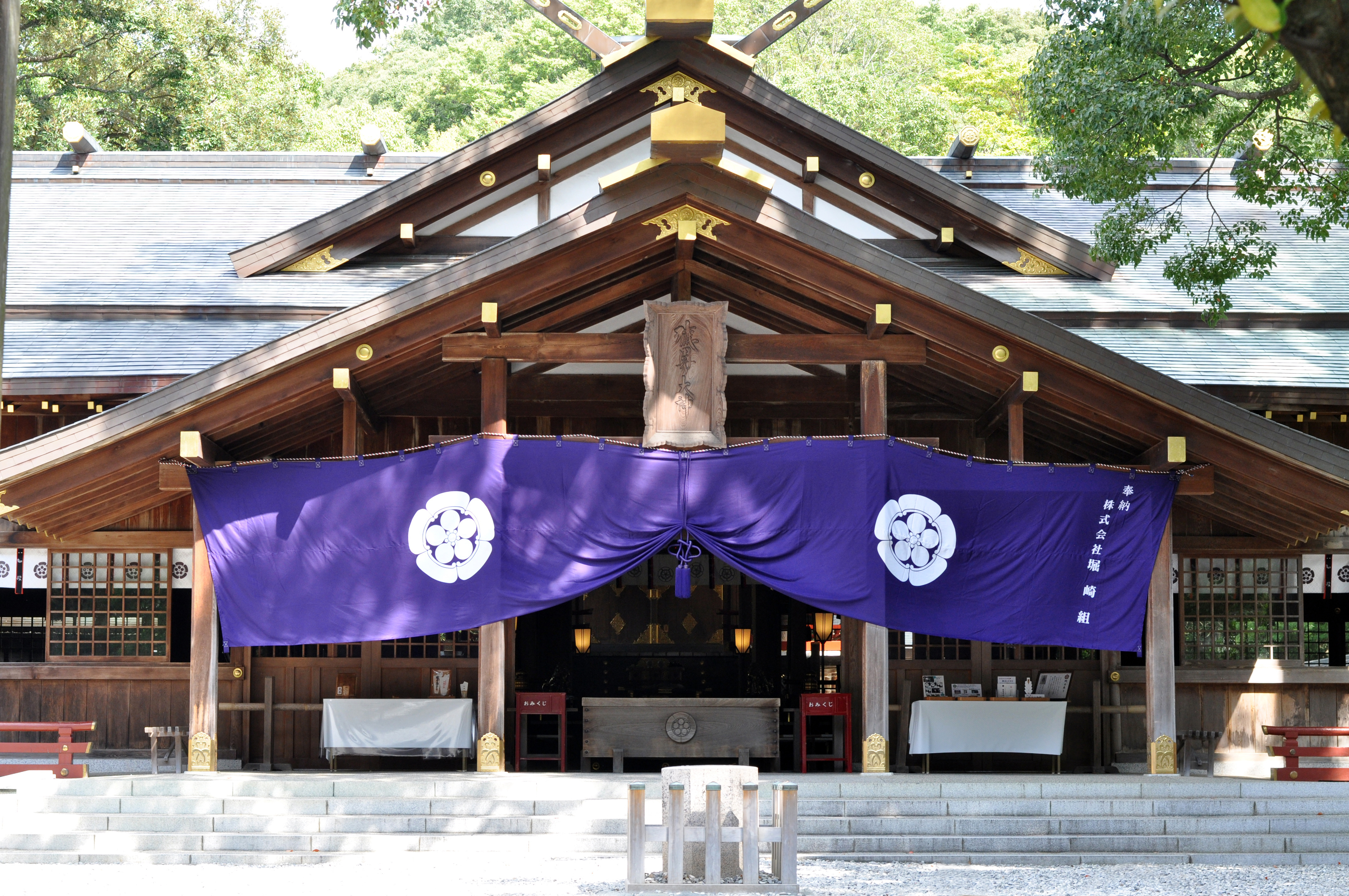
位於三重縣伊勢市之猿田彥神社

5. 白鬚神社（滋賀縣高島市）：雖然主祭猿田彥神，但神像是一名白鬚老人。
6. 荒立神社（宮崎縣西臼杵郡高千穗町）
7. 庚申社（福岡縣直方市）

## 內部連結
- 天鈿女命
- 岐神
- 道祖神

## 外部連結
- （日語）猿田彦神 （页面存档备份，存于）
- （日語）猿田彥神社 （页面存档备份，存于）
- （日語）船江太神宮 （页面存档备份，存于）